# سورنا ستاري
مؤسسة النخب الوطنية الايرانية
سورينا سطاري ( (بالفارسية: سورنا ستاری) ؛ من مواليد 1972) عالم ومخترع إيراني   شغل منصب نائب الرئيس للعلوم والتكنولوجيا في عهد الرئيس حسن روحاني . 

## تعليم
حصل على بكالوريوس العلوم وماجستير العلوم ودكتوراه الفلسفة في الهندسة الميكانيكية من جامعة شريف التكنولوجية في إيران. 